# Alice Schofield
Alice Schofield o Alice Schofield Coates (3 de mayo de 1881 - 19 de junio de 1975) fue una sufragista y política británica. Hizo campaña a favor del derecho al voto de las mujeres y posteriormente a favor de legislación que otorgara a las mujeres el derecho a la igualdad salarial.

## Biografía
Schofield nació en Cleveland, Yorkshire, pero su familia era pobre y fue criada por familiares en la ciudad de Manchester. No era religiosa y era vegetariana. Se formó como profesora con Teresa Billington, que tampoco era religiosa. Schofield probablemente conoció a Emmeline Pankhurst en una audiencia disciplinaria contra Schofield por negarse a dar clases de religión. Otros relatos dicen que la conoció durante un discurso. En todo caso, Pankhurst era miembro del comité de Educación de Manchester y se encargó de que Schofield comenzara a trabajar en una escuela judía donde la instrucción religiosa no era un requisito legal.
Ella y Teresa Billington se unieron al Partido Laborista Independiente y a la Unión Política y Social de Mujeres de Pankhurst. Allí conoció a Eva Gore-Booth y a Esther Roper. Estaba entusiasmada con la causa por el sufragio femenino, pero no con la WSPU. Como a muchos otros miembros, le preocupaba la actitud autocrática de Emmeline y Christabel Pankhurst.
En 1907 se formó el grupo disidente Women's Freedom League, de carácter más democrático. Esta nueva asociación incluía entre sus miembros a Charlotte Despard, Teresa Billington y a la propia Schofield. Schofield trabajó como directora de la asociación a tiempo completo. La asociación también fue activista, pero se oponía a las medidas extremas que fomentaba la WSPU de Pankhursts, como por ejemplo incendios provocados. En 1909 se estableció en Middlesbrough, donde un hermano de otro miembro de la WFL acudió en su ayuda. Se trataba de Charles Coates y se casaron en febrero de 1910. Coates obtenía buenos ingresos de la importación de carbón y pudieron contratar personal que enseñara y cuidará a sus tres hijos. Por lo tanto, Schofield pudo viajar para dar conferencias en South Shields, o a Escocia por negocios de la WFL e hizo viajes frecuentes a Londres para asistir a las reuniones de la WGL en las que formaba parte del comité ejecutivo. Se hacía llamar Alice Schofield Coates. Coates y su marido regentaban un restaurante vegetariano en Linthorpe Road, Middlesbrough.
En 1919, Schofield llegó a ser la primera concejal de Middlesbrough. En 1924 el negocio de importación del carbón dejó de ser rentable. Schofield continuó apoyando al Partido Laborista y se convirtió en juez de paz.
Al final de su carrera hizo campaña para que las mujeres tuvieran derecho a la igualdad salarial. La legislación que lo garantizaba fue aprobada en 1970. Schofield murió en 1975.